# Emery Lehman
Emery Chance Lehman (* 13. června 1996 Chicago, Illinois, USA) je americký rychlobruslař.
V roce 2011 debutoval ve Světovém poháru juniorů a na juniorském světovém šampionátu, v listopadu 2012 začal závodit v seniorském Světovém poháru. Zúčastnil se Zimních olympijských her 2014 (5000 m – 16. místo, 10 000 m – 10. místo) a 2018 (5000 m – 21. místo, stíhací závod družstev – 8. místo). Na premiérovém Mistrovství čtyř kontinentů 2020 vybojoval na trati 5000 m bronz. Startoval také na Zimních olympijských hrách 2022, kde s americkým týmem získal ve stíhacím závodě družstev bronzovou medaili. Dále byl v závodě na 1500 m jedenáctý a na distanci 5000 m šestnáctý. V sezóně 2021/2022 vyhrál celkové hodnocení Světového poháru ve stíhacích závodech družstev.